# Soudan aux Jeux olympiques d'été de 2000
Le Soudan participe aux Jeux olympiques d'été de 2000 à Sydney. Sa délégation est composée de 3 athlètes répartis dans 2 sports et son porte-drapeau est Mahmoud Kieno. Au terme des Olympiades, la nation n'est pas à proprement classée puisqu'elle ne remporte aucune médaille. 

## Nombre d'athlètes qualifiés par sport
Voici la liste des qualifiés et sélectionnés Soudanais par sport (remplaçants compris) :
| Sport      | Hommes | Femmes | Total |
| ---------- | ------ | ------ | ----- |
| Athlétisme | 1      | 1      | 2     |

## Liste des médaillés soudanais
Aucun athlète soudanais ne remporte de médaille durant ces JO.

## Athlétisme

### Hommes
| Athlète                | Épreuve | Séries        | Séries | Quarts de finale | Quarts de finale | Demi-finales  | Demi-finales | Finale  | Finale  |
| Athlète                | Épreuve | Temps         | Rang   | Temps            | Rang             | Temps         | Rang         | Temps   | Rang    |
| ---------------------- | ------- | ------------- | ------ | ---------------- | ---------------- | ------------- | ------------ | ------- | ------- |
| Mohamed Babiker Yagoub | 800 m   | DNS           | /      | Eliminé          | Eliminé          | Eliminé       | Eliminé      | Eliminé | Eliminé |
| Mohamed Babiker Yagoub | 1 500 m | 3 min 39 s 52 | 9e     | Non disputé      | Non disputé      | 3 min 50 s 60 | 12e          | Eliminé | Eliminé |

### Femmes
| Athlète         | Épreuve | Séries        | Séries | Quarts de finale | Quarts de finale | Demi-finales | Demi-finales | Finale  | Finale  |
| Athlète         | Épreuve | Temps         | Rang   | Temps            | Rang             | Temps        | Rang         | Temps   | Rang    |
| --------------- | ------- | ------------- | ------ | ---------------- | ---------------- | ------------ | ------------ | ------- | ------- |
| Awmima Mohammed | 400 m   | 1 min 02 s 94 | 8e     | Eliminé          | Eliminé          | Eliminé      | Eliminé      | Eliminé | Eliminé |